# Fabrizio Zambrella
Fabrizio Zambrella (Genebra, 1 de março de 1986) é um futebolista suíço. Atualmente defende o Sion.

## Carreira

### Por clubes
Zambrella foi revelado pelo Servette, principal clube da sua cidade natal, estreando profissionalmente em 2002.
Admirada com o desempenho do jovem meio-campista com a camisa do Servette, a equipe italiana do Brescia o contrata para a temporada 2004-05. Em 115 partidas, marcou quatro gols. Este desempenho fez com que o Sion repatriasse Zambrella em meados de 2009, quando seu contrato com o Brescia havia acabado.

### Seleção
Zambrella jamais atuou pela Seleção Suíça principal. O máximo que conseguiu pela equipe vermelha foram cinco gols pela divisão Sub-21, onde atuou em 23 oportunidades.